# Elkesaiten
Die Elkesaïten oder Elchasaiten auch Elcha-sai, Elchai waren eine aramäischsprachige christliche Täufergemeinde, die um 100 im Ostjordanland entstand und sich in Syrien ausbreitete.
Der Name der Gruppierung leitete sich vom mutmaßlichen Gründer, dem judenchristlichen Propheten Elchasai (bei Hippolyt von Rom Ἠλχασαΐ) (auch Alchasaios, Elkesai (bei Epiphanius Ἠλξαί)), Elxaios, Elxai, Elkhasaí oder Elkesai (bei Eusebius und Theodoret Ελκεσαΐ) ab, der um 116 n. Chr. in Mesopotamien in einem Werk Elchasai seine Offenbarung niedergelegt haben erhalten soll; der Text blieb nicht erhalten. Das Werk wurde wahrscheinlich während der Regierungszeit von Kaiser Trajan geschrieben und enthielt Gesetze und apokalyptische Prophezeiungen, die sich auf jüdische, christliche und gnostische Lehren beziehen.
Zu ihrem Kult zählte neben der (wiederholten) Taufe auch eine Eucharistiefeier (Abendmahl), deren Brot sich dezidiert vom Brot der Kirche (Azyma) unterschied. Es wurden Speisegesetze (kein Weizenbrot) und kultische Gesetze eingehalten, so dass die Glaubensgemeinschaft als judenchristlich galt.
Aufgrund dieser Identifikation gehen frühchristliche Autoren davon aus, dass die Elkesaiten die Beschneidung bzw. Brit Mila praktizierten. Parallelen zu den Mandäern, die Beschneidung ebenso wie die meisten Christen strikt ablehnen, lassen dies jedoch anzweifeln. Wohl gab es eine starke Ablehnung des griechischsprachigen Christentums.
Nach Aussagen des Kölner Mani-Kodex gehörte Mani wie sein Vater zu den Elkesaiten, von denen er sich bald abwandte, um seine eigene Religionsgemeinschaft, den Manichäismus, zu gründen.